# Cryptoflata nimbaensis
Cryptoflata nimbaensis är en insektsart som beskrevs av Synave 1963. Cryptoflata nimbaensis ingår i släktet Cryptoflata och familjen Flatidae. Inga underarter finns listade i Catalogue of Life.